# Focke-Wulf S 2
Die Focke-Wulf S 2 ist ein in den 1920er Jahren entwickeltes deutsches Schulflugzeug der in Bremen ansässigen damaligen Focke-Wulf AG.

## Entwicklung
Die S 2 entstand 1927 als Weiterentwicklung der S 1 und sollte deren eingeschränkte, durch die Schulterdeckerbauweise hervorgerufenen Sichtverhältnisse beseitigen. Deshalb erhielt sie einen neuen, hoch angesetzten Tragflügel. Der Rumpf wurde fast unverändert übernommen. Bedingt durch die geänderte Konstruktion fiel die S 2 etwas schwerer als ihre Vorgängerin aus, erhielt aber einen leistungsstärkeren Motor, was sich bei der im gleichen Jahr begonnenen Erprobung in einer höheren Geschwindigkeit und einer besseren Steigleistung widerspiegelte. Trotz dieser Vorteile stieß das Muster aber auf wenig Interesse und auch für das einzige gebaute Flugzeug mit der Werknummer 36 fand sich lange Zeit keinen Abnehmer, so dass es nach seiner Zulassung im Februar 1928 als D–1293 notgedrungen von der Focke-Wulf AG selbst eingesetzt wurde. Erst vier Jahre später übernahm die DVL in Adlershof im Februar 1932 die S 2 und gab sie wiederum im Oktober 1933 an den Berliner DLV ab. Über den weiteren Verbleib ist nichts bekannt.

## Aufbau
Die S 2 ist ein freitragender Hochdecker in Holzbauweise, dessen Rumpf-Tragflächenverbindung durch ein Baldachin-Mittelstück gewährleistet wird. Der Tragflügel besitzt eine stark gerundete Hinterkante mit außen angesetzten Querrudern. Das starre Hauptfahrwerk ist mit V-Streben am Rumpf befestigt, mit Draht ausgekreuzt und mit einer Achse verbunden. Am Heck ist ein Schleifsporn angebracht.

## Technische Daten

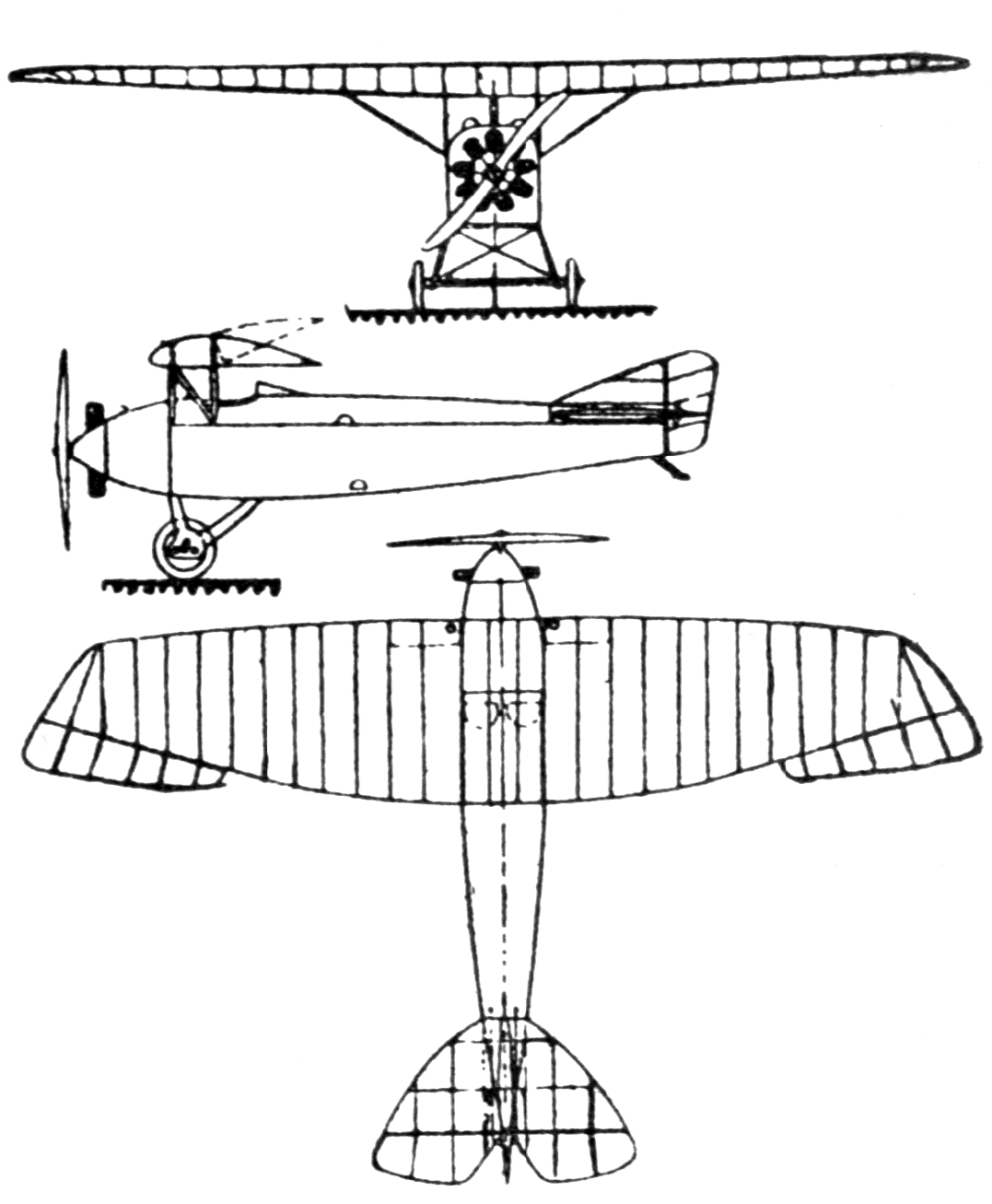
Dreiseitenansicht

| Kenngröße                                                  | Daten                                                                            |
| ---------------------------------------------------------- | -------------------------------------------------------------------------------- |
| Besatzung                                                  | 1–2                                                                              |
| Spannweite                                                 | 12,00 m                                                                          |
| Länge                                                      | 8,10 m                                                                           |
| Höhe                                                       | 2,30 m                                                                           |
| Flügelfläche                                               | 22,00 m²                                                                         |
| Flügelstreckung                                            | 6,5                                                                              |
| Leermasse                                                  | 570 kg                                                                           |
| Startmasse                                                 | 820 kg                                                                           |
| Antrieb                                                    | ein luftgekühlter Siebenzylinder-Viertakt-Sternmotor                             |
| Typ                                                        | Siemens & Halske Sh 11                                                           |
| Startleistung Nennleistung am Boden Dauerleistung am Boden | 96 PS (71 kW) bei 1750/min 86 PS (63 kW) bei 1575/min 84 PS (62 kW) bei 1500/min |
| Höchstgeschwindigkeit                                      | 135 km/h                                                                         |
| Reisegeschwindigkeit                                       | 120 km/h                                                                         |
| Landegeschwindigkeit                                       | 60 km/h                                                                          |
| Steigzeit                                                  | 9 min auf 1000 m Höhe                                                            |
| Dienstgipfelhöhe                                           | 3500 m                                                                           |